# Antichloris chalcoviridis
Antichloris chalcoviridis är en fjärilsart som beskrevs av George Francis Hampson 1901. Antichloris chalcoviridis ingår i släktet Antichloris och familjen björnspinnare. Inga underarter finns listade i Catalogue of Life.